# Moelven Idrettslag
Il Moelven Idrettslag è una società calcistica norvegese con sede nella città di Moelv. Milita nella 3. divisjon, la quarta divisione del campionato norvegese. La squadra gioca le partite casalinghe allo Moelv Idrettspark.

## Storia
Il Moelven ha partecipato alla Norgesserien 1937-1938.